# Recht und Schaden
Recht und Schaden (Eigenschreibweise: recht und schaden; Abkürzung: r+s) ist eine seit 1974 erscheinende juristische Fachzeitschrift, die sich mit versicherungs-, haftungs- und schadensrechtlichen Themen befasst.

## Geschichte
Die Zeitschrift erschien erstmals im September 1974 im Kippenheimer Verlag Information Ambs mit dem Untertitel Unabhängige monatliche Informationsschrift für Schadensversicherung und Schadensersatz. Seit 2005 erscheint recht und schaden im Verlag C.H. Beck, seit 2023 mit dem Untertitel Unabhängige Zeitschrift für Versicherungsrecht, Haftung und Schadensersatz.
Aufgrund einer Kooperation erhält die Zeitschrift jedes der über 1.200 Mitglieder der Arbeitsgemeinschaft Versicherungsrecht im Deutschen Anwaltverein. Der Zeitschrift wird deshalb seit 2013 viermal jährlich die Mitgliederzeitschrift Spektrum für Versicherungsrecht (SpV) beigelegt. Diese erschien zuvor seit dem Jahr 2001 als selbständige Publikation im Deutschen Anwaltverlag.
Der Schriftleitung gehören neben dem Sprecher Joachim Felsch, früher Richter im IV. Zivilsenat des Bundesgerichtshofs, Experten wie die Professoren Karl Maier und Peter Schimikowski, der Vorsitzende Richter am Bundesgerichtshof a. D. Wilfried Terno sowie weitere Richter und Rechtsanwälte an. Von 1986 bis August 2014 fungierte der Kölner Fachhochschulprofessor Johannes Wälder als Sprecher der Schriftleitung.

## Inhalte
Die Zeitschrift ist geprägt von juristischen Aufsätzen und Rechtsprechungsüberblicken sowie dem Abdruck ausgewählter und redaktionell bearbeiteter Gerichtsentscheidungen, die oft in Anmerkungen erläutert werden.